# 清水眞澄 (仏教美術研究者)
清水 眞澄（しみず まずみ、1939年8月12日 - ）は、日本の仏像研究者（院派仏師）、成城大学名誉教授。成城大学学長を経て、三井記念美術館館長。

## 略歴

### 学歴
横浜市鶴見区生まれ。芝中学校・高等学校卒、1962年東北大学文学部東洋芸術史科卒業、

### 職歴
黒沢通信工業勤務、1967年神奈川県立博物館研究員、1982年成城短期大学助教授、1985年教授。1989年から1994年同短期大学学長を務め、2002年成城大学教授、2007年成城大学学長、2010年退任、名誉教授。三井記念美術館館長をはじめ、美術・文化財関連の委員を歴任した。

## 著書
- 『鎌倉大仏 東国文化の謎』有隣堂 1979年
- 『仏像』平凡社 1982年
- 『鎌倉の仏像文化』岩波グラフィックス  岩波書店 1985年
- 『かながわの平安仏』かもめ文庫 かながわ・ふるさとシリーズ 神奈川合同出版 1986年
- 『中世彫刻史の研究』有隣堂 1988年
- 『仏像と人の歴史発見 タイムカプセルが開かれて』里文出版 1999年
- 『よくわかる仏像のすべて』講談社 2009年
- 『仏像の顔 形と表情をよむ』岩波新書 2013年

### 共編著
- 『日本の古寺美術 16 新薬師寺と白毫寺・円成寺』稲木吉一共著　保育社 1990年
- 『仏像を旅する「東海道線」 東下りと上方への道、民俗・文学・文化財』編 至文堂 1990年
- 『人間の美術 末世の絵模様 鎌倉時代』有賀祥隆共著　学習研究社 1990年
- 『日本の仏像大百科 第1巻 如来』責任編集　ぎょうせい 1990年
- 『三井家旧蔵能面 三井文庫蔵 豪華コレクション』責任編集 学習研究社 1992年
- 『京の古寺から 11 真如堂』土村清治共著　淡交社 1995年
- 『造形と文化 美術史論叢』編 雄山閣出版 2000年
- 『仏像で辿る仏教2000年の歴史』共著 宝島社 2015年

### 論文
- CiNii>清水眞澄

### 科研費
- KAKEN>清水眞澄